# Anika Auweiler

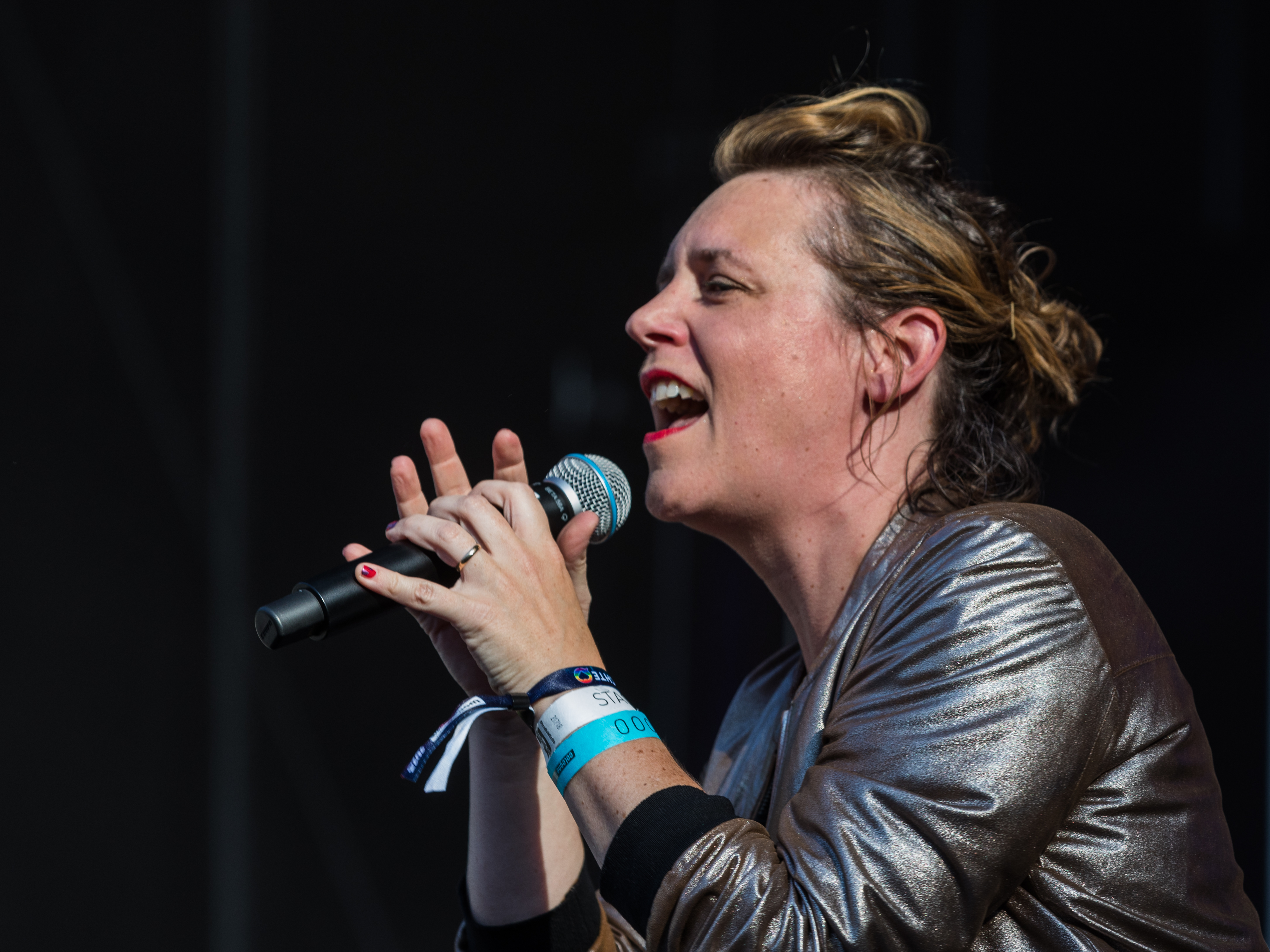
Anika Auweiler, 2023

Anika Auweiler (* 1980 in Hitdorf) ist eine deutsche Singer-Songwriterin und Kabarettistin.

## Leben
Anika Auweiler wuchs in Leverkusen-Hitdorf auf und machte 2007 ihren Magister in Soziologie, Politischer Wissenschaft und Vergleichender Religionswissenschaft an der Rheinischen-Wilhelms-Universität in Bonn. Ihren ersten Auftritt als Singer-Songwriterin hatte sie 2001 im Hitdorfer Matchboxtheater.
Seit den 2000er Jahren arbeitet Auweiler als Singer-Songwriterin deutschlandweit. Seit 2014 spielt sie zusammen mit Dagmar Schönleber im Kölner Klüngelpütz-Theater die jährlich neue Jahresendzeitrevue „Der Sack ist zu“.
Ihr Album Vodka und Lachs wurde von Ekki Maas (u. a. Erdmöbel) produziert. Das Album wurde als bestes Popalbum und bestes deutschsprachiges Album 2019 beim Deutschen Rock- und Pop-Preis ausgezeichnet.
Gefördert von der Bluessängerin Anne Haigis teilte Auweiler solo und mit ihrer Band miaomio (2007–2015) Max Herre, David Knopfler, Enno Bunger, Alin Coen und Katzenjammer die Bühne.
Außerdem ist sie seit 2009 mit der Autorin Anne Bax deutschlandweit als Duo „Anne Bax liest und Anika Auweiler singt“ und hat Auftritte vor allem bei LGBTIQ-nahen Events.

## Privat
Auweiler lebt mit Frau und Sohn in Berlin.

## Diskografie
- 2019 Vodka und Lachs
- 2015 Kreide auf Asphalt, mit Band miaomio
- 2012 EP Tanzen, Baby
- 2012 EP Steh hier oben
- 2009 Lauf
- 2008 Debut
- 2004 Here I Am